# Романовка (Мелеузівський район)
Рома́новка (рос. Романовка, башк. Романовка) — присілок у складі Мелеузівського району Башкортостану, Росія. Входить до складу Партизанської сільської ради.
Населення — 5 осіб (2010; 8 в 2002).
Національний склад:
- росіяни — 100%